# 92式手槍
92式手槍（92式手枪、92式拳銃、英：QSZ-92）は、中国の半自動式拳銃である。手槍は中国語で拳銃の意である。
開発元はノリンコ。1990年代後半から中国人民解放軍の一部に配備され始めたと言われているが、西側諸国に公開されたのは2001年になってからである。

## 概要
92式手槍の開発は1994年から始まったとされている。ノリンコが開発した拳銃のうち、初めてポリマーフレームを採用した拳銃である。作動方式はロータリーバレル式ショートリコイルを採用している。これは、ベレッタM8000やベレッタPx4と同様の作動方式であり、ほかのショートリコイル方式に比べ反動が少ない。外観のデザインはH&K USPに似ている。撃発作動は、シングルとダブルアクションの両方が可能である。セーフティーレバーは左右両側から操作可能で、デコッキングレバーと兼用されている。
バリエーションは、3タイプが確認されている。1つは9x19mm DAP92弾を使用弾とするQSZ-92-9である。設計は1998年に完了した。9x19mm DAP92弾は、形状寸法は9x19mmパラベラム弾と同じであり、弾頭重量も8gで同じであるが、弾芯がスチールコアとなっていて貫通力が向上している。このタイプは、9mmパラベラム弾の使用も可能となっている。
もう1つは5.8x21mm DAP92弾を使用弾とするQSZ-92-5.8である。2000年に設計が完了した。5.8x21mm DAP92弾は、5.7x28mm弾や4.6x30mm弾の開発コンセプトと同様の、対ボディアーマー貫通弾として開発された。この弾薬は、いわゆるFN P90やH&K MP7のようなPDW（個人防御火器）として中国で開発された、05式軽型衝鋒槍（QCQ-05）の使用弾としても採用されている。P90に対するFN Five-seveNやMP7に対するH&K P46のような関係であり、PDWのサイドアームとしての運用を想定している。
最後の1つはNP42と呼ばれる民間輸出バージョンであり、アメリカ合衆国への輸出を狙って、アメリカ国内基準に適合できるように再設計されたモデルである。耐久性と加工精度が向上されている。銃身命数は3,000-10,000発の間である。使用弾はQSZ-92-9と同様の9x19mm弾となっている。この輸出型のグリップには五角星の代わりにノリンコのマークが使われている点がQSZ-92-9との外観上の違いである。2004年に設計が完了した。
QSZ-92-5.8は、中国国内で特に人民解放軍特殊部隊や人民武装警察部隊などに優先して支給されているといわれるが詳細は不明である。QSZ-92-9は人民解放軍の一部部隊に限定的に配備中であり、今後54式手槍と置き換えられていくものと思われる。また、国外ではバングラデシュ軍が54式手槍と置き換えるため、QSZ-92-9を「Type 92拳銃」として採用している。

## バリエーション
QSZ-92-5.8

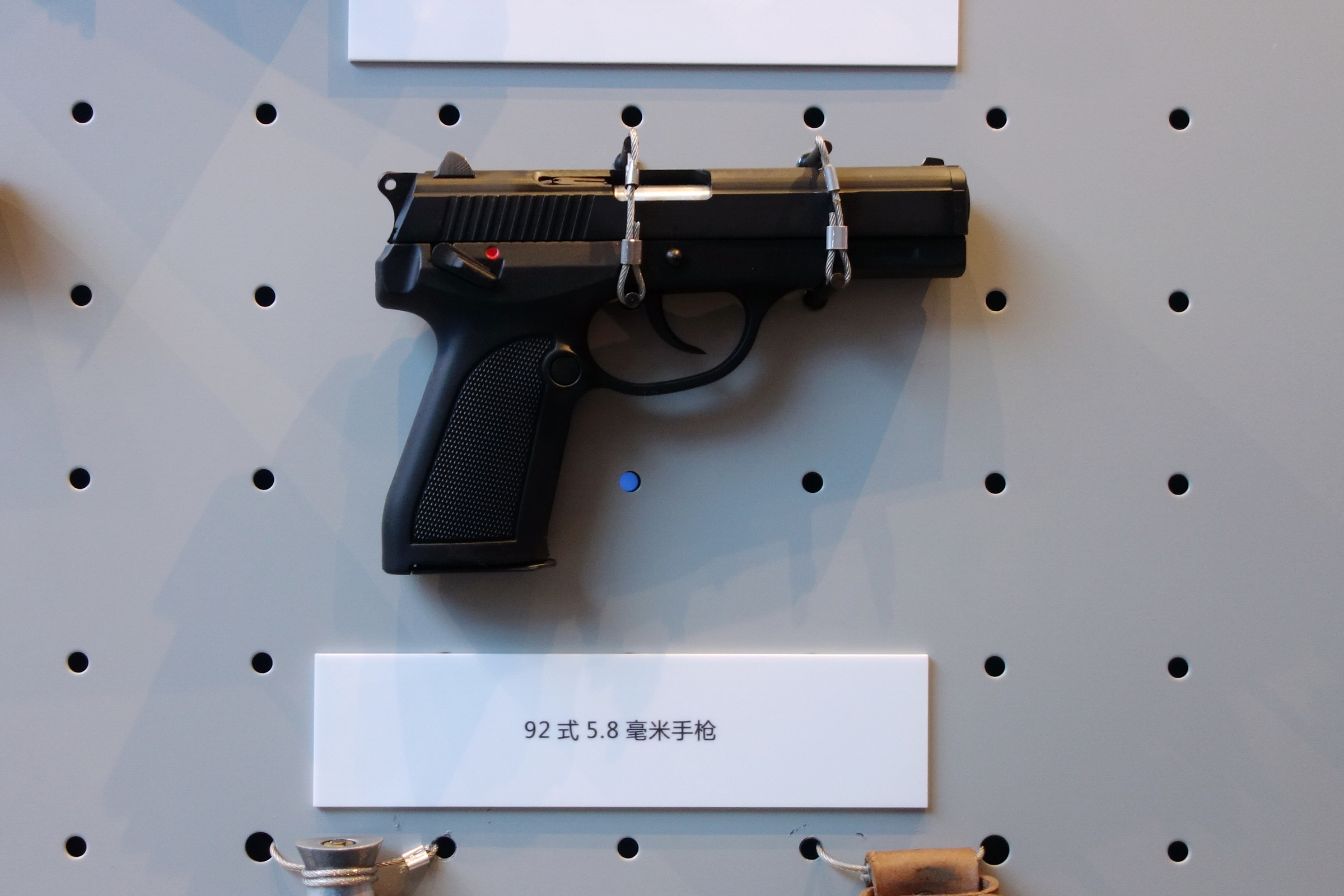
QSZ92 - 5.8mm

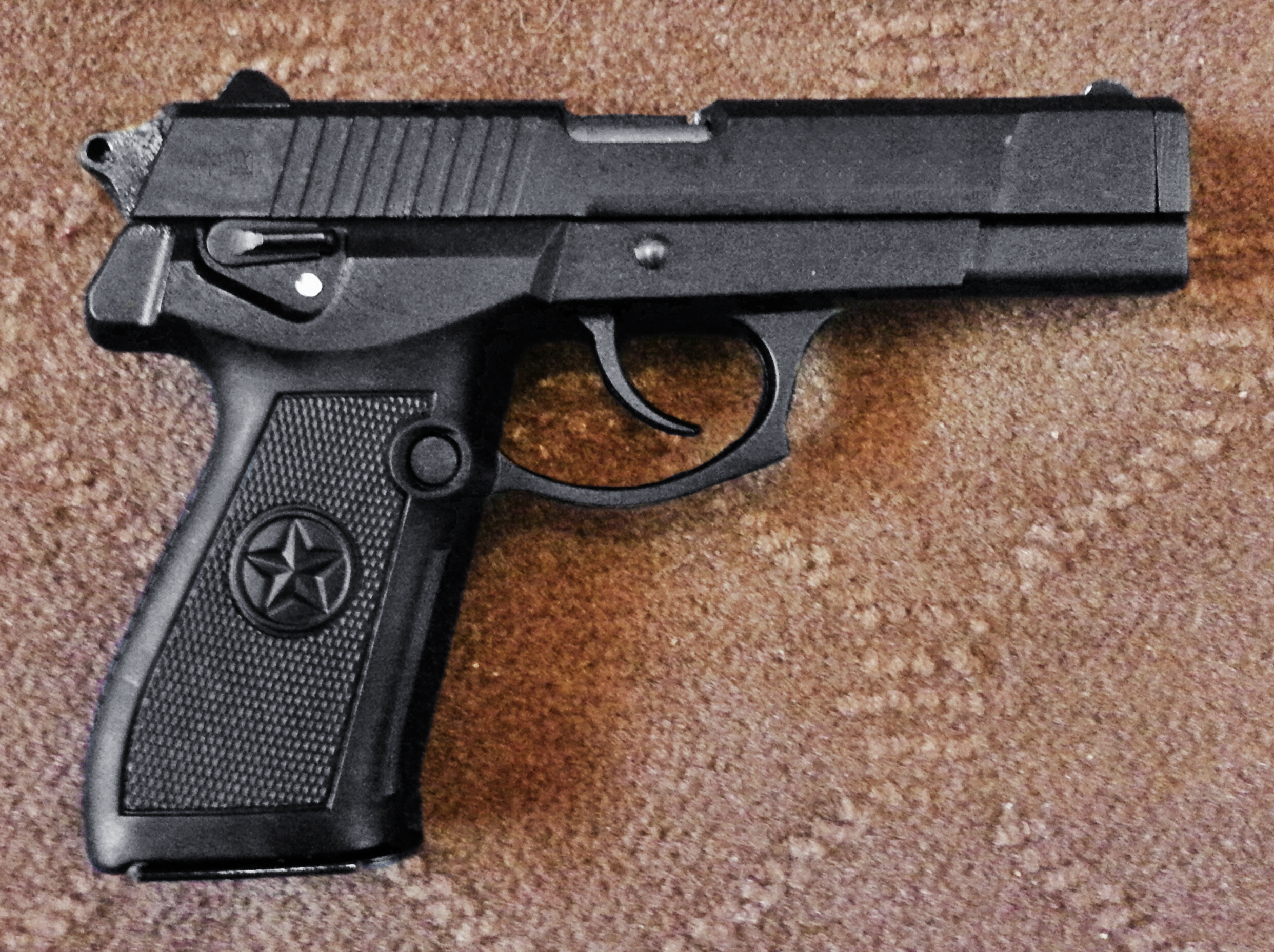
CF98

- 使用弾薬：5.8x21mm DAP92弾
- 装弾数：20+1発

QSZ-92-9
- 使用弾薬：9x19mm DAP92弾、9x19mmパラベラム弾
- 装弾数：15+1発

CF98（民間輸出型）
- 使用弾薬：9x19mm DAP92弾、9mmパラベラム弾
- 装弾数：15+1発

NP42（民間輸出型）
- 使用弾薬：9x19mm DAP92弾、9mmパラベラム弾
- 装弾数：15+1発

## 採用国
- 中国[1]
- カンボジア
- バングラデシュ（QSZ-92-9）[2]
- パキスタン

## 登場作品

### 映画
『ウルフ・オブ・ウォー ネイビー・シールズ傭兵部隊 vs PLA特殊部隊』

### ゲーム
『カウンターストライクオンライン2』
『バトルフィールドシリーズ』
『BF2』
CHINAの全兵科で使用可能。特殊兵と狙撃兵はサプレッサーを装着したものを使用する。
『BF4』
QSZ-92が登場。
『レインボーシックス シージ』
特別任務連の拳銃で「Q-929」の名称で登場。
『ドールズフロントライン』
星3戦術人形として、「92式」という名前で登場。